# 別洛瓦爾-比洛戈拉縣
別洛瓦爾-比洛戈拉縣是克羅地亞中部的一個縣。面積2,640平方公里，首府别洛瓦尔。
下分五市、十八鎮。

## 人口
根据2011年人口普查数据，该县共有119,764名居民，人口密度为45人每平方公里。
克罗地亚族占总人口的84.8%，其次分别是塞尔维亚族（6.3%）和捷克族（5.2%）。